# Nycteris hispida
Nycteris hispida är en fladdermusart som först beskrevs av Johann Christian Daniel von Schreber 1775.  Nycteris hispida ingår i släktet Nycteris och familjen hålnäsor. IUCN kategoriserar arten globalt som livskraftig. Inga underarter finns listade i Catalogue of Life.
Denna fladdermus blir med svans ungefär 9 cm lång. Den har 3,6 till 4,5 cm långa underarmar, en vingspann av cirka 28 cm och ungefär 2,5 cm långa öron. Andra hålnäsor har allmänt större öron. Ovansidan är täckt av mörkbrun päls och på undersidan är pälsen något ljusare. Öronen och flygmembranen är däremot mörkare brun. Liksom hos andra hålnäsor är hudflikarna på näsan (bladet) uppdelade i mitten. En T-formig struktur vid den långa svansens slut förekommer likaså. Öronen är längre än huvudet.
Arten förekommer i stora delar av Afrika från södra Mauretanien i väst till Etiopien i öst och söderut till Angola och Zambia. En liten avskild population finns i östra Sydafrika. Habitatet varierar mellan savanner, skogar i låglandet och träskmarker. Nycteris hispida vilar i trädens håligheter, i grottor, i termitstackar eller i den täta växtligheten. Där sover individerna ensam eller i mindre grupper med upp till 20 medlemmar.
Denna fladdermus jagar olika flygande och marklevande insekter, ofta nära ljuskällor. Därför besöker den ibland byggnader under födosöket. Arten använder ekolokalisering för att hitta sina byten och dessutom finns olika läten för kommunikationen, främst mellan ungar och modern. Nycteris hispida har en eller kanske två parningstider per år under våren och hösten och per kull föds en unge. Allmänt antas att fortplantningssättet är lika som hos andra släktmedlemmar. Fladdermusen jagas av ugglor och kärrhökar samt vid viloplatsen av olika landlevande rovdjur.